# Htin Kyaw
Htin Kyaw (n. 20 iulie 1946, Kungyangon Township⁠(d), Myanmar) este un politician birman care a fost președintele Myanmarului în 2016-2018. De la lovitura de stat din 1962, a fost primul președinte al Myanmarului fără legături cu armata.
Este fiul scriitorului Min Thu Wun. 